# Anomala
Anomala là một chi bọ cánh cứng. Chúng có thói quen ăn rễ cây nên là các loài gây hại ở một số nơi chúng xâm chiếm. Một loài nổi tiếng đó là Oriental beetle, nó đã được du nhập vào Bắc Mỹ và khi đó trở thành loài gây hại chính ở một số bang vùng giữa Atlantic.

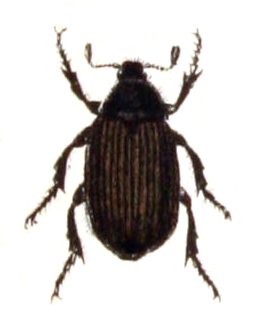
Anomala dubia

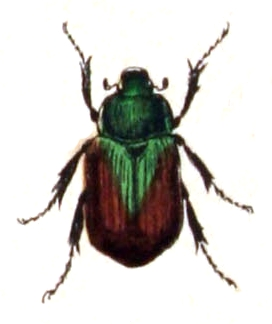
Anomala vitis

## Hình ảnh

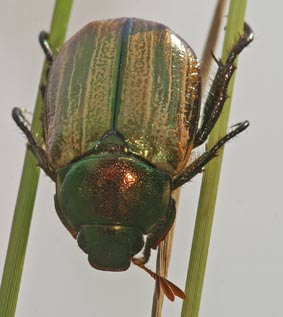
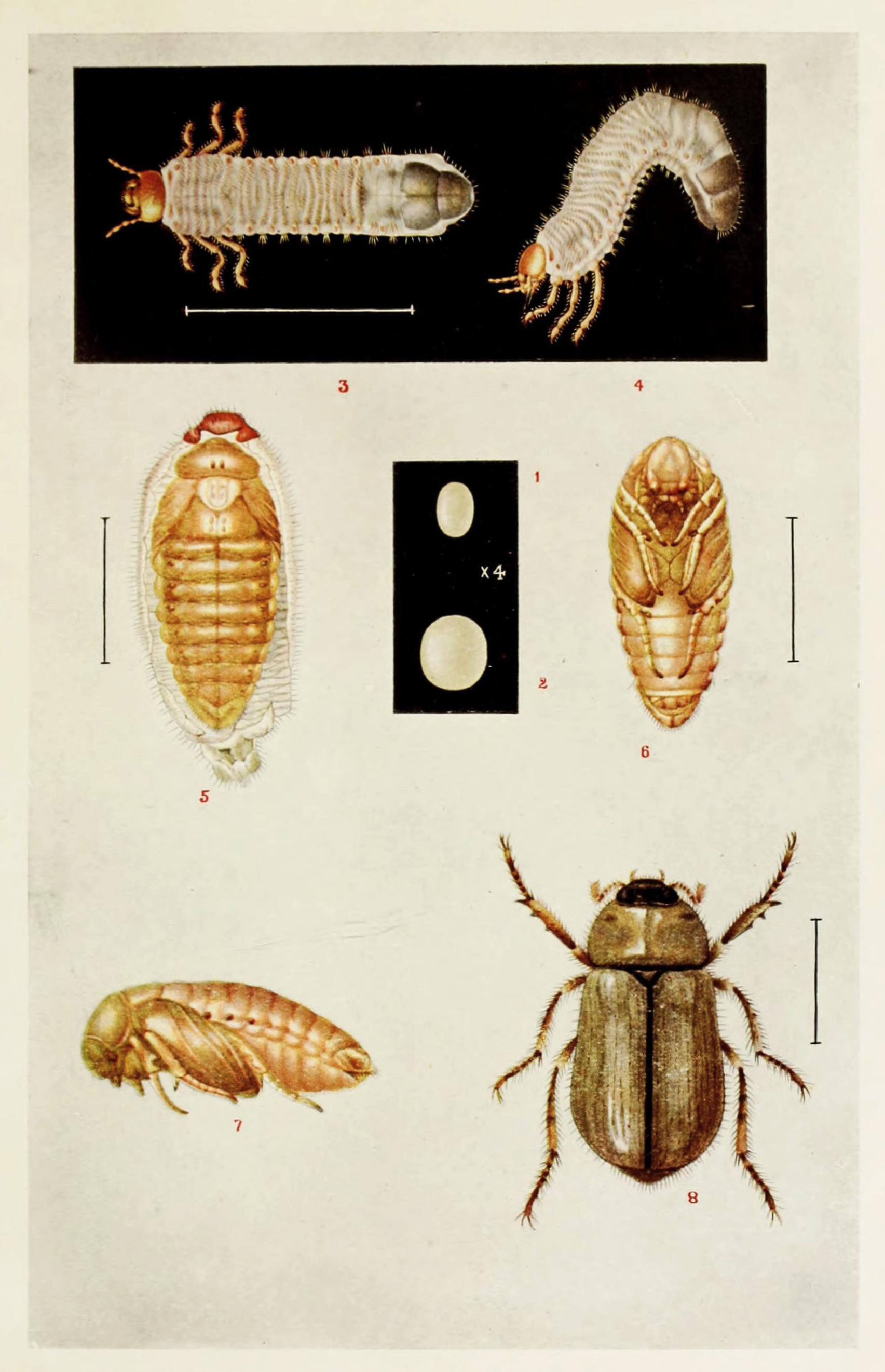
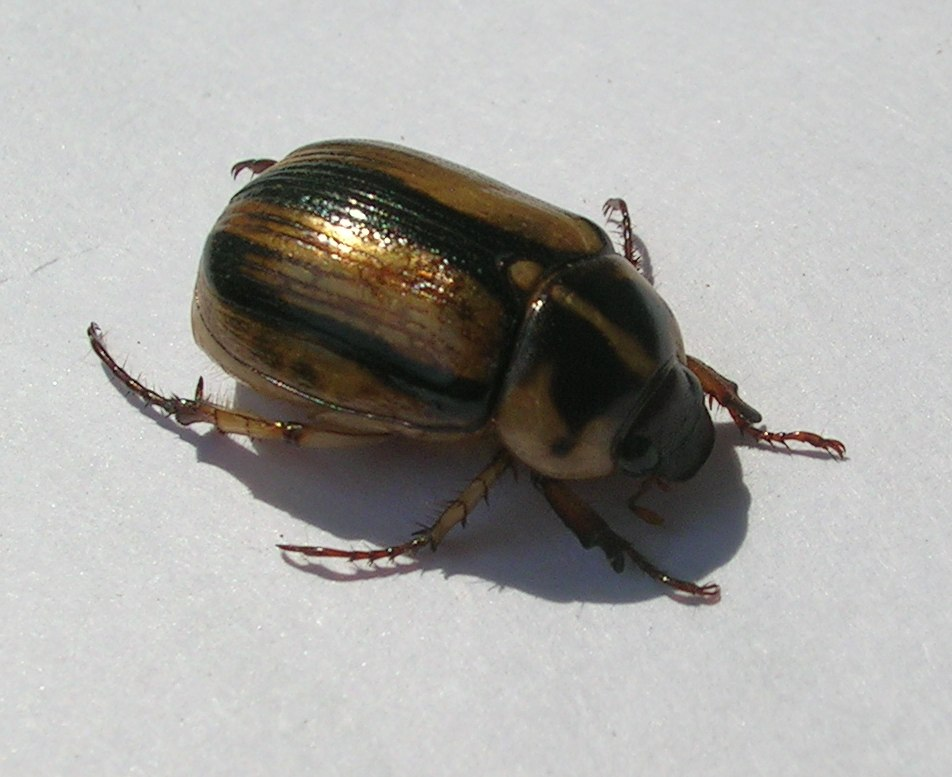
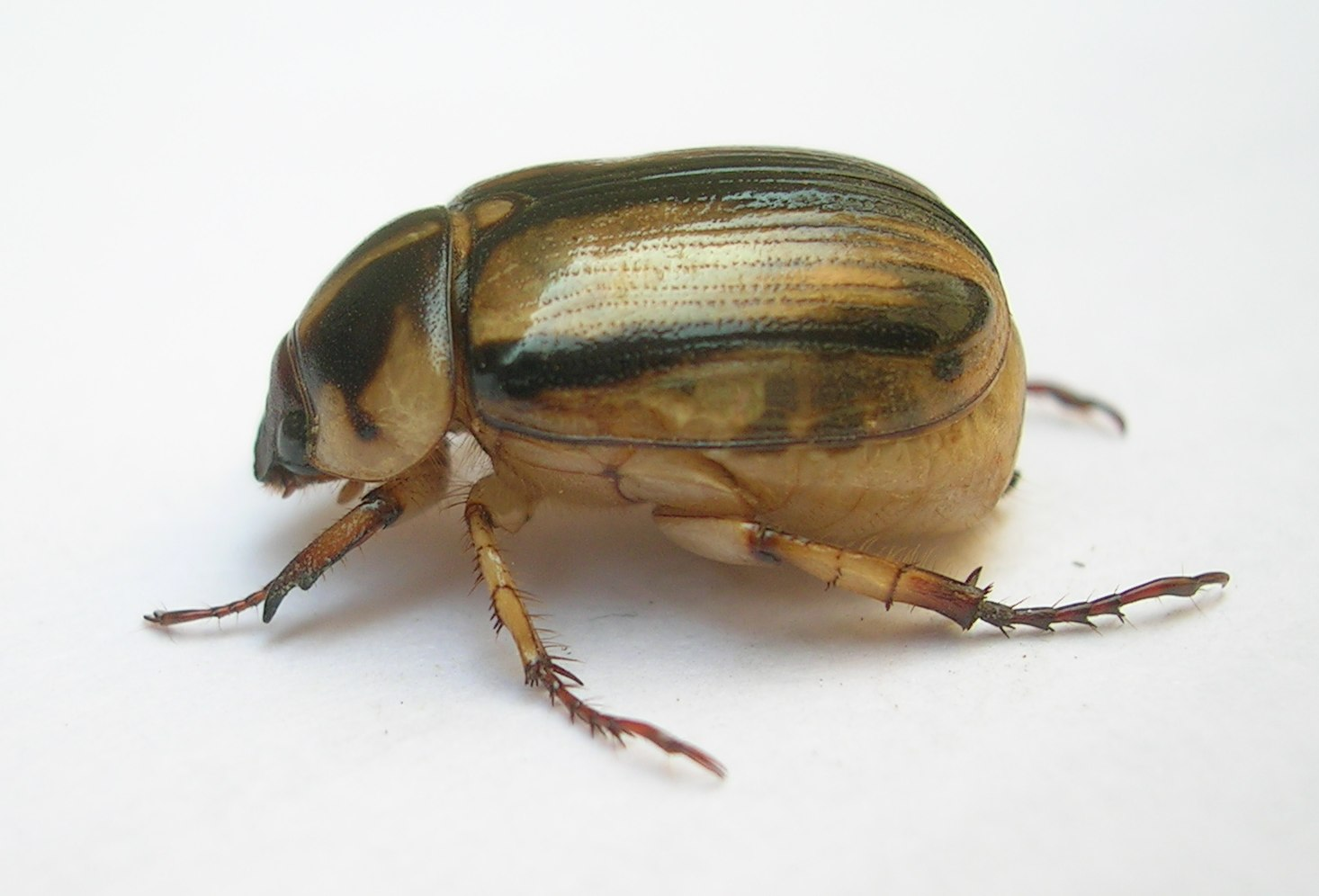